# Raúl Mena
Raúl Mena Mateos (Madrid, 9 giugno 1982) è un ex cestista spagnolo.